# Toboliu, Bihor
Toboliu (în maghiară: Vizesgyán) este satul de reședință al comunei cu același nume din județul Bihor, Crișana, România.

## Așezare
Toboliu este așezată în partea sud-vestică a județului Bihor, la 20 km de Oradea
în partea de nord-vest a României. 
La 10 ianuarie 2008, localitatea a devenit reședința comunei Toboliu, înființată prin reorganizarea comunei Girișu de Criș, în baza Legii 375/2007.

## Activități specifice zonei
Cultivarea pământului verzei și a cerealelor.
Creșterea animalelor (vaci, porci, ovine).

## Activități economice principale
Fabrică de textile, încălțăminte;
ABC-uri;
Fabrică de mobilă

## Evenimente locale
Festivalul verzei - luna octombrie